# أوينيخا
بلدية أوينيخا (بالإسبانية: Huéneja) هي بلدية تقع في مقاطعة غرناطة التابعة لمنطقة أندلوسيا جنوب إسبانيا.

## الديموغرافيا
بلغ عدد سكان بلدية أوينيخا 1.261 نسمة عام 2011 (وفقاً للمعهد الوطني الإسباني للإحصاء).
| 1.329 | 1.246 | 1.209 | 1.231 | 1.218 | 1.201 | 1.261 |